# Olympiad Cờ vua thứ 40

Logo chính thức của giải

Olympiad cờ vua 2012 là Olympiad Cờ vua lần thứ 40, do Liên đoàn cờ vua thế giới tổ chức, gồm giải mở  và giải nữ. Olympiad này diễn ra tại Istanbul, Thổ Nhĩ Kỳ  từ 27 tháng 8 đến 10 tháng 9 năm 2012. Ngoài ra có một số hoạt động bên lề Olympiad để thúc đẩy phong trào cờ vua. Istanbul từng tổ chức Olympiad năm 2000.
Hơn 1 700 kỳ thủ cùng lãnh đội tham dự với 162 đội ở giải mở và 131 đội ở giải nữ . Hội trường thi đấu tại Trung tâm thương mại thế giới Istanbul. Tổng trọng tài là Panagiotis Nikolopoulos người Hy Lạp.

## Đăng cai
Istanbul giành quyền đăng cai Olympiad 2012 vào tháng 11 năm 2008, tại Phiên họp Đại hội đồng FIDE lần thứ 78 ở Olympiad Cờ vua 2008 ở Dresden . Istanbul giành số phiếu vượt trội 95–40 so với ứng cử viên còn lại Budva.

## Bối cảnh ở quốc gia đăng cai

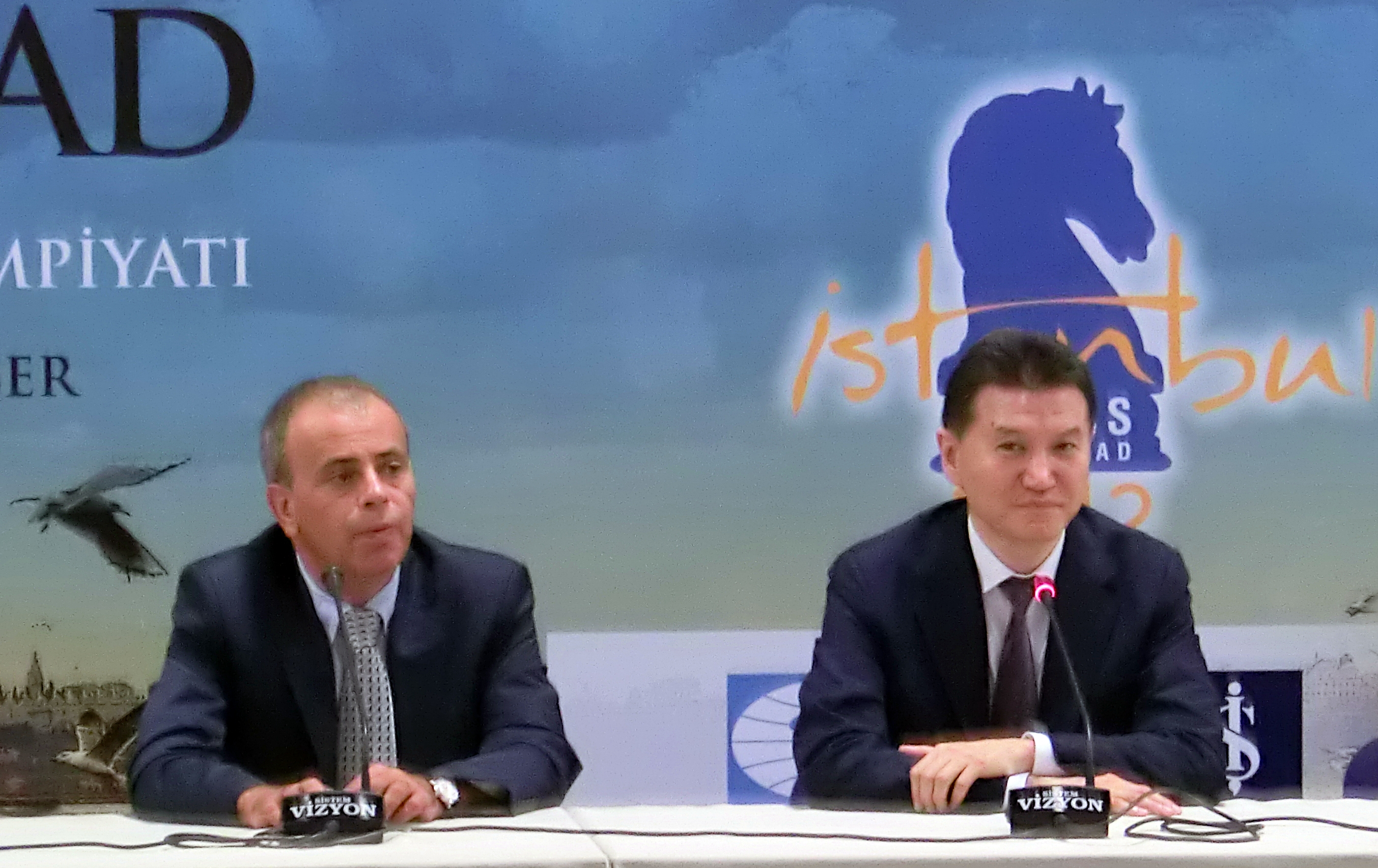
Chủ tịch FIDE (phải) và chủ tịch Liên đoàn cờ vua Thổ Nhĩ Kỳ

Việc Istanbul tổ chức Olympiad cờ vua năm 2000 đã tạo ra một cuộc cách mạng cờ vua ở đất nước này. Thổ Nhĩ Kỳ kể từ đó đã đăng cai hơn 100 sự kiện cờ vua quốc tế, gồm Giải vô địch châu Âu, Giải vô địch trẻ thế giới, Olympiad cờ vua trẻ. Hội viên của Liên đoàn cờ vua Thổ Nhĩ Kỳ tăng từ 3 000 lên khoảng 250 000 chỉ trong vòng tám năm. Ali Nihat Yazıcı, chủ tịch Liên đoàn cờ vua Thổ Nhĩ Kỳ, được coi là người thúc đẩy hầu hết các phong trào phát triển cờ vua ở trong nước  Ông sau này được bầu làm Phó chủ tịch của FIDE.

## Olympiad

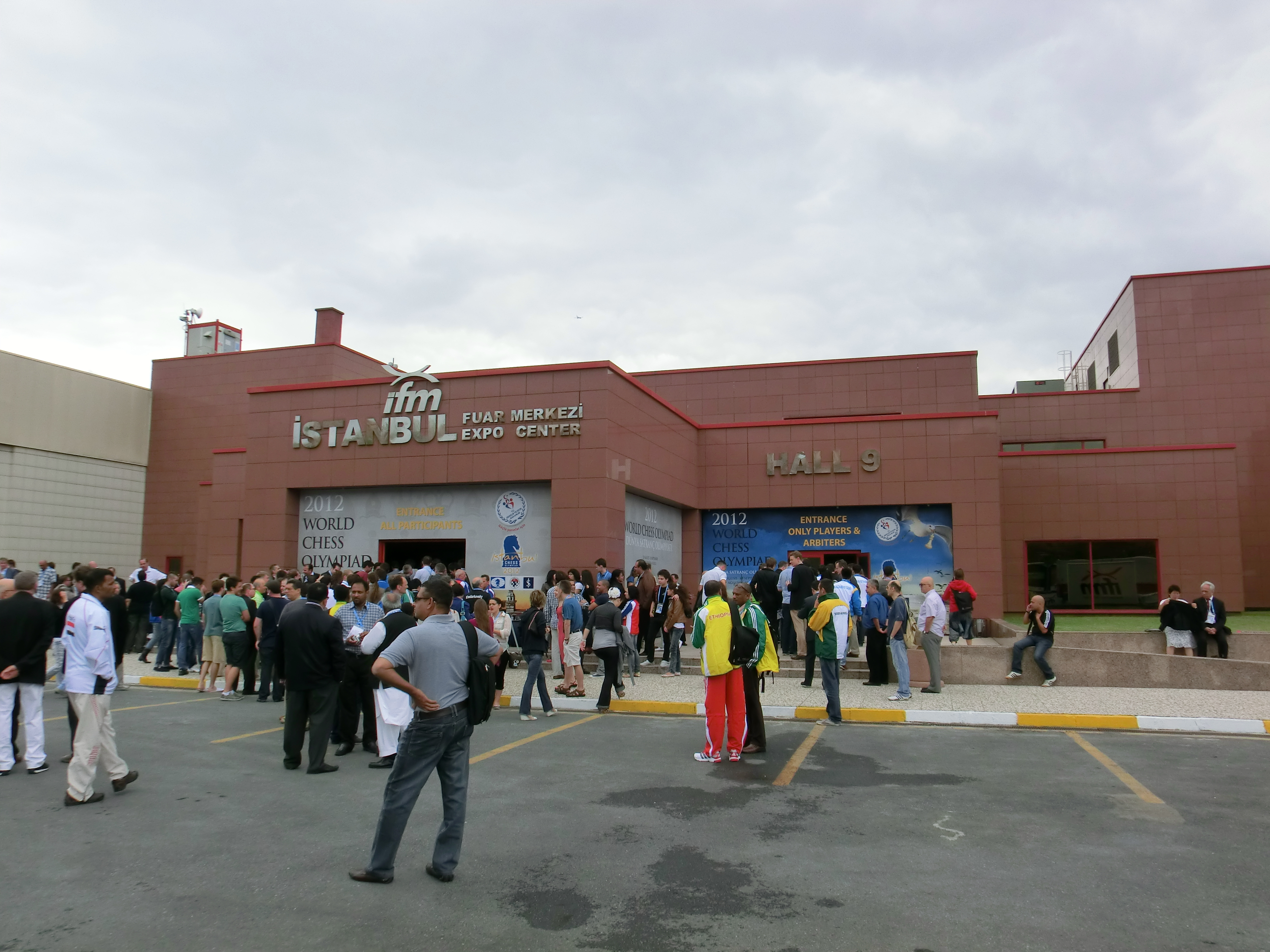
Trung tâm thương mại Istanbul, nơi diễn ra giải đấu

### Thể thức thi đấu
Giải đấu tổ chức theo hệ Thuỵ Sĩ. Mỗi kỳ thủ có 90 phút cho 40 nước đầu tiên, sau đó được cộng thêm 30 phút để hoàn thành ván cờ (với 30 giây tích lũy cho một nước đi). Đấu thủ được quyền đề nghị hoà ở bất kỳ thời điểm nào của ván đấu. Giải diễn ra trong 11 vòng đấu, mỗi trận đấu gồm 4 ván. Mỗi đội ngoài 4 kỳ thủ chính được quyền có một kỳ thủ dự bị .
Việc xếp hạng dựa trên điểm trận: thắng 2, hoà 1 và thua 0 điểm. Trong trường hợp điểm trận bằng nhau thì các tiêu chí sau lần lượt được xét đến để xếp hạng: 1. Chỉ số Sonneborn-Berger ; 2. Điểm ván; 3. Tổng điểm trận của các đối thủ, trừ đối thủ thấp nhất .

### Giải mở

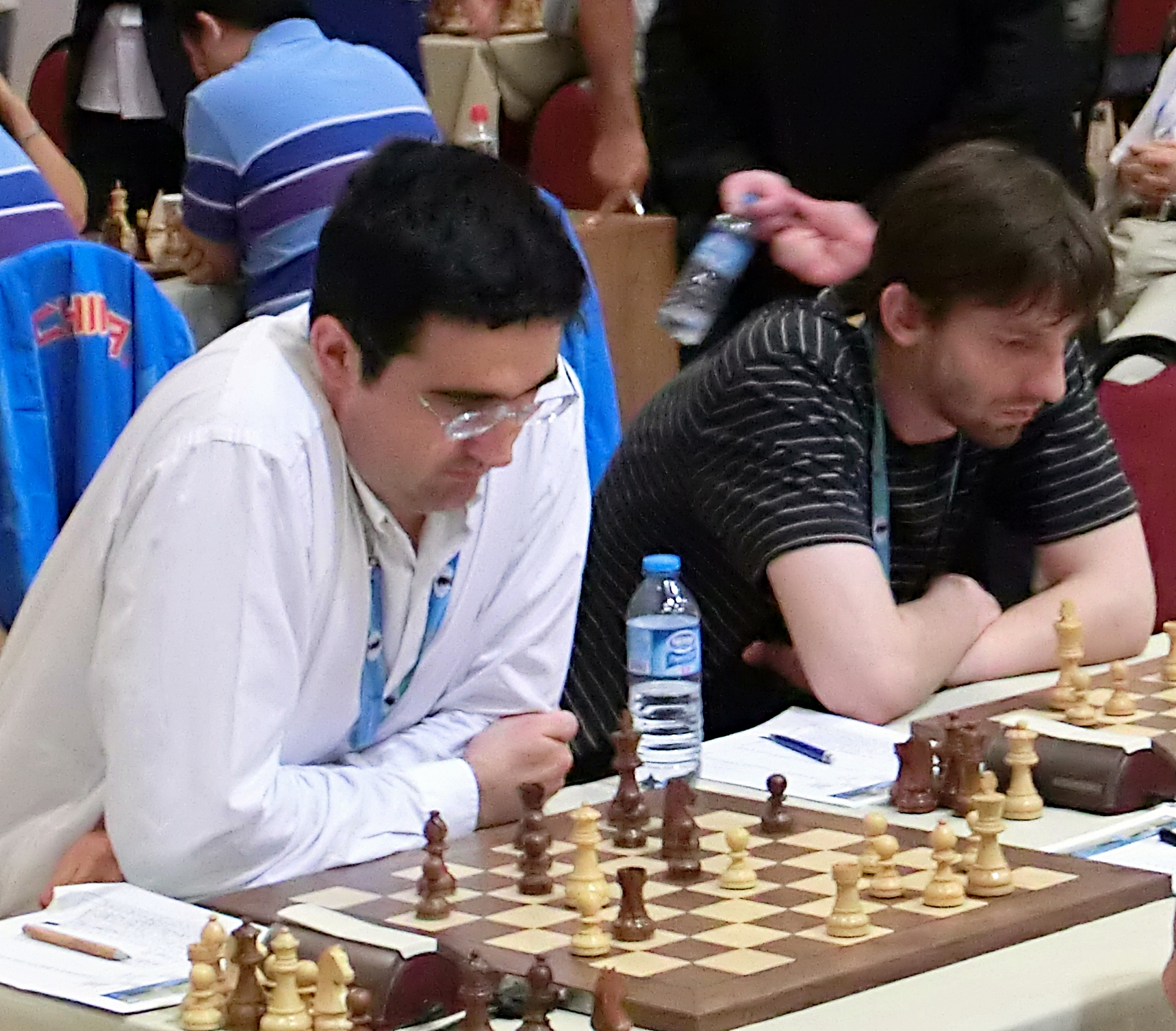
Vladimir Kramnik và Alexander Grischuk khoác áo đội tuyển Nga

Giải mở gồm 162 đội tham dự, đại diện cho 159 quốc gia. Chủ nhà Thổ Nhĩ Kỳ được cử 3 đội, trong khi đó như thường lệ có sự hiện diện của các đội cờ khuyết tật (IPCA), khiếm thị (IBCA) và khiếm thính (ICSC) 
Đội tuyển Armenia với chủ công là kỳ thủ số 2 thế giới Levon Aronian đã lần thứ ba giành danh hiệu vô địch sau hai lần vào năm 2006 và 2008. Đội tuyển Nga, ứng cử viên vô địch hàng đầu trước khi giải đấu diễn ra một lần nữa lại lỗi hẹn với huy chương vàng, về thứ hai. Đây là lần thứ năm liên tiếp họ không đoạt được chức vô địch. Đương kim vô địch Ukraina về hạng ba. Trước vòng đấu cuối cùng 3 đội tuyển Trung Quốc, Armenia và Nga đồng điểm trận, với Trung Quốc chiếm ưu thế về chỉ số phụ. Ở vòng cuối trong khi Armenia vượt qua Hungary và Nga thắng Đức thì Ukraina với chủ công Vassily Ivanchuk đã vượt qua Trung Quốc với tỉ số 3–1 và làm Trung Quốc tuột mất huy chương. Armenia và Nga cùng điểm trận nhưng Armenia có hệ số phụ cao hơn và giành ngôi vô địch. Ukraina giành huy chương đồng.
| #  | Đội tuyển  | Kỳ thủ                                                                               | Elo trung bình | Điểm trận | Hệ số SB |
| -- | ---------- | ------------------------------------------------------------------------------------ | -------------- | --------- | -------- |
| 1  | Armenia    | Aronian, Movsesian, Akopian, Sargissian, Petrosian                                   | 2724           | 19        | 397      |
| 2  | Nga        | Kramnik, Grischuk, Karjakin, Tomashevsky, Jakovenko                                  | 2769           | 19        | 388½     |
| 3  | Ukraina    | Ivanchuk, Ponomariov, Volokitin, Eljanov, Moiseenko                                  | 2730           | 18        |          |
| 4  | Trung Quốc | Vương Hạo, Vương Nguyệt, Đinh Lập Nhân, Bốc Tường Chí, Lý Siêu                       | 2694           | 17        | 390½     |
| 5  | Hoa Kỳ     | Nakamura, Kamsky, Onischuk, Akobian, Robson                                          | 2702           | 17        | 361      |
| 6  | Hà Lan     | Giri, Van Wely, Sokolov, Smeets, Stellwagen                                          | 2682           | 16        | 329      |
| 7  | Việt Nam   | Lê Quang Liêm, Nguyễn Ngọc Trường Sơn, Nguyễn Văn Huy, Nguyễn Đức Hòa, Đào Thiên Hải | 2589           | 16        | 313½     |
| 8  | România    | Lupulescu, Parligras, Marin, Vajda, Nevednichy                                       | 2600           | 16        | 310      |
| 9  | Hungary    | Leko, Almasi, Polgar, Berkes, Balogh                                                 | 2708           | 15        | 368      |
| 10 | Azerbaijan | Radjabov, Safarli, Mamedyarov, Mamedov, Guseinov                                     | 2693           | 15        | 344      |

### Huy chương cá nhân
Huy chương cá nhân của các bàn được tính dựa theo hiệu suất thi đấu. Mamedyarov ở bàn 3 có hiệu suất thi đấu cao nhất giải.
- Bàn 1:  Levon Aronian 2849
- Bàn 2:  David Navara 2869
- Bàn 3:  Shakhriyar Mamedyarov 2880
- Bàn 4:  Vladislav Tkachiev 2750
- Dự bị:  Dmitry Jakovenko 2783.

### Giải nữ

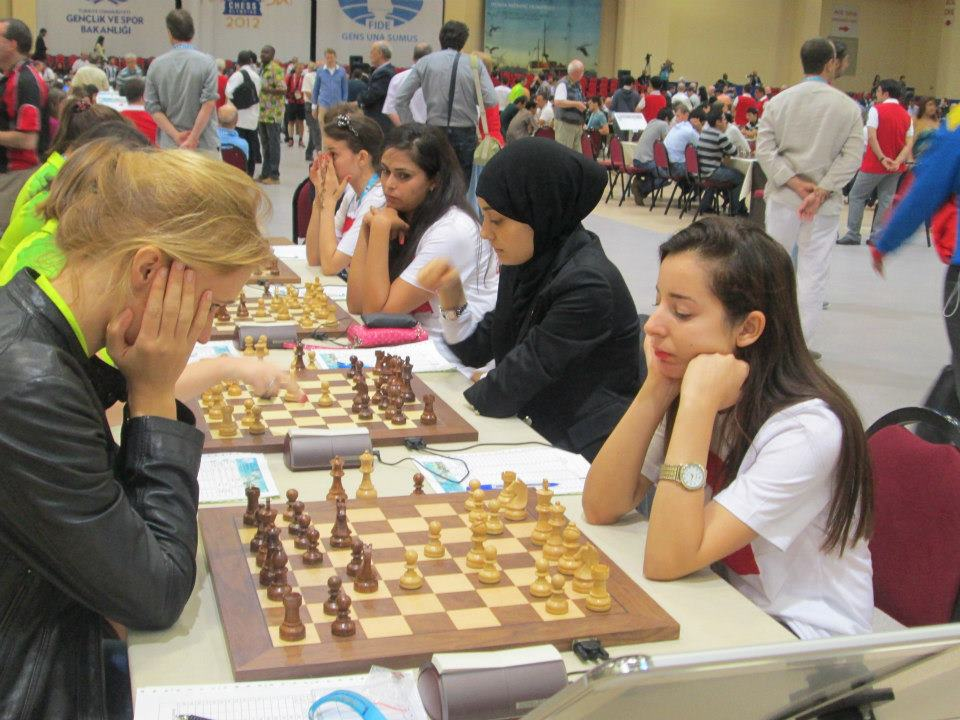
Một trận đấu ở giải nữ

Giải mở gồm 131 đội tham dự, đại diện cho 126 quốc gia. Cũng như giải mở. chủ nhà Thổ Nhĩ Kỳ được cử 3 đội và có đầy đủ các đội cờ khuyết tật, khiếm thị và khiếm thính .
Nga giành huy chương vàng thứ hai liên tiếp. Trung Quốc với chủ công là đương kim vô địch thế giới Hầu Dật Phàm về nhì và Ukraina giành hạng ba. Ba đội này cũng là ba đội bất bại tại giải. Vòng đấu cuối thì Trung Quốc và Nga lần lượt gặp Bulgaria và Kazakhstan, với Trung Quốc có ưu thế chỉ số phụ. Trong khi Nga thắng dễ Kazakhstan 4–0 thì Trung Quốc chật vật vượt qua Bulgaria với tỉ số tối thiểu 2,5–1,5. Hai đội bằng điểm trận chung cuộc, tuy nhiên xét chỉ số phụ Nga đã vượt lên để bảo vệ được chức vô địch. Ukraina cũng thắng ở vòng cuối 3,5–0,5 trước Đức, giành huy chương đồng.
| #  | Đội tuyển  | Kỳ thủ                                                            | Elo trung bình | Điểm trận | Hệ số SB |
| -- | ---------- | ----------------------------------------------------------------- | -------------- | --------- | -------- |
| 1  | Nga        | T. Kosintseva, Gunina, N. Kosintseva, Kosteniuk, Pogonina         | 2513           | 19        | 450      |
| 2  | Trung Quốc | Hầu Dật Phàm, Triệu Tuệ, Cư Văn Quân, Hoàng Thiến, Đinh Diệc Hân  | 2531           | 19        | 416      |
| 3  | Ukraina    | Lahno, Muzychuk, Zhukova, Ushenina, Yanovska                      | 2471           | 18        |          |
| 4  | Ấn Độ      | Dronavalli, Karavade, Sachdev, Gomes, Soumya                      | 2412           | 17        |          |
| 5  | România    | Foisor, Bulmaga, Cosma, L'ami, Sandu                              | 2377           | 16        | 313½     |
| 6  | Armenia    | Danielian, Mkrtchian, Galojan, Kursova, Hairapetian               | 2404           | 16        | 313      |
| 7  | Pháp       | Skripchenko, Milliet, Maisuradze, Collas, Bollengier              | 2350           | 15        | 347½     |
| 8  | Gruzia     | Dzagnidze, Khotenashvili, Javakhishvili, Khurtsidze, Batsiashvili | 2390           | 15        | 344      |
| 9  | Iran       | Pourkashiyan, Khademalsharieh, Hejazipour, Hakimifard, Ghaderpour | 2267           | 15        | 339      |
| 10 | Hoa Kỳ     | Zatonskih, Krush, Foisor, Goletiani, Abrahamyan                   | 2419           | 15        | 326      |

### Huy chương cá nhân
Huy chương cá nhân ở các bàn được tính dựa theo hiệu suất thi đấu. Nadezhda Kosintseva ở bàn 3 có hiệu suất thi đấu cao nhất giải nữ.
- Bàn 1:  Hầu Dật Phàm 2645
- Bàn 2:  Triệu Tuệ 2574
- Bàn 3:  Nadezhda Kosintseva 2693
- Bàn 4:  Hoàng Thiến 2547
- Dự bị:  Natalia Pogonina 2487.

### Cúp Gaprindashvili
Cúp Gaprindashvili, mang tên cựu vô địch thế giới nữ (1961–78) Nona Gaprindashvili, được trao cho đội tuyển có tổng điểm trận của đội mở và đội nữ cao nhất. Nếu điểm trận bằng nhau thì xét đến các chỉ số phụ tương tự như hai giải. Cúp này có từ năm 1997.
| # | Đội tuyển  | Điểm trận | Hệ số SB |
| - | ---------- | --------- | -------- |
| 1 | Nga        | 38        |          |
| 2 | Trung Quốc | 36        | 806½     |
| 3 | Ukraina    | 36        | 781½     |